# Cyathomone sodiroi
 Cyathomone sodiroi  S.F.Blake, 1923 è una specie di piante angiosperme dicotiledoni della famiglia delle Asteraceae, sottofamiglia Asteroideae, tribù Coreopsideae e sottotribù Coreopsidinae.  Cyathomone sodiroi è anche l'unica specie del genere  Cyathomone  S.F.Blake, 1923.

## Etimologia
Il nome scientifico della specie è stato definito dal botanico Sidney Fay Blake (1892-1959) nella pubblicazione " Journal of the Washington Academy of Sciences. Baltimore, MD" ( J. Wash. Acad. Sci. 13: 105, fig. 1, d) del 1923. Il nome scientifico del genere è stato definito nella stessa pubblicazione.

## Descrizione
Portamento. Le specie di questa voce ha un ciclo biologico perenne; l'habitus è più o meno arbustivo. Sono piante senza lattice.
Fusto. La parte aerea in genere è eretta o prostrata, semplice o ramosa. 
Foglie. Le foglie lungo il caule sono disposte in modo opposto. Le forme delle lamine sono ternate, biternate o pennato-ternate.
Infiorescenza. Le sinflorescenze sono formate da capolini terminali. Le infiorescenze vere e proprie sono composte da un capolino peduncolato generalmente di tipo radiato o discoide. I capolini sono formati da un involucro, con forme più o meno campanulate, composto da diverse brattee al cui interno un ricettacolo fa da base ai fiori di due tipi: fiori del raggio e fiori del disco. Le brattee sono persistenti, sono dimorfe, hanno dimensioni scalate e sono disposte su 2-3 serie. Quelle esterne sono erbacee, quelle più interne sono membranose. I ricettacoli, strutture alla base dei fiori, sono convessi e sono provvisti di pagliette a protezione dei fiori stessi.
Fiori.  I fiori sono tetra-ciclici (formati cioè da 4 verticilli: calice – corolla – androceo – gineceo) e pentameri (calice e corolla formati da 5 elementi). Si distinguono in:
- fiori del raggio (esterni): sono femminili (fertili o sterili) e sono disposti su una o più serie; la forma è ligulata (zigomorfa); possono essere assenti;
- fiori del disco (centrali): hanno forme brevemente tubulose (attinomorfe); sono ermafroditi o funzionalmente staminali.

- Formula fiorale:

*/x K {\displaystyle \infty }, [C (5), A (5)], G 2 (infero), achenio 
- Calice: i sepali del calice sono ridotti ad una coroncina di squame.

- Corolla:

- fiori del raggio: la forma della corolla alla base è più o meno tubulosa-imbutiforme, mentre all'apice è ligulata;
- fiori del disco: la forma è tubulare bruscamente divaricata in 5 lobi; i lobi, patenti o eretti, hanno una forma deltata o più o meno lanceolata; il tubo è breve o di lunghezza uguale alla gola.

- Androceo: l'androceo è formato da 5 stami sorretti da filamenti generalmente liberi; gli stami sono connati e formano un manicotto circondante lo stilo.[10] Le appendici delle antere hanno delle forme ovate. Il polline è sferico con un diametro medio di circa 25 micron;  è tricolporato (con tre aperture sia di tipo a fessura che tipo isodiametrica o poro) ed è echinato (con punte sporgenti).

- Gineceo: l'ovario è infero uniloculare formato da 2 carpelli.[10]

Frutti. I frutti sono degli acheni con pappo. La forma è ob-compressa o ob-ovata. La superficie è nera e sono alati. Il pappo è persistente ed è formato da due reste e da poche scaglie formanti una breve coroncina.

## Biologia
Impollinazione: l'impollinazione avviene tramite insetti (impollinazione entomogama tramite farfalle diurne e notturne).

Riproduzione: la fecondazione avviene fondamentalmente tramite l'impollinazione dei fiori (vedi sopra).

Dispersione: i semi (gli acheni) cadendo a terra sono successivamente dispersi soprattutto da insetti tipo formiche (disseminazione mirmecoria). In questo tipo di piante avviene anche un altro tipo di dispersione: zoocoria. Infatti gli uncini delle brattee dell'involucro (se presenti) si agganciano ai peli degli animali di passaggio disperdendo così anche su lunghe distanze i semi della pianta. Inoltre per merito del pappo (se presente) il vento può trasportare i semi anche a distanza di alcuni chilometri (disseminazione anemocora).

## Distribuzione e habitat
La specie di questa voce è distribuita in Ecuador.

## Sistematica
La famiglia di appartenenza di questa voce (Asteraceae o Compositae, nomen conservandum) probabilmente originaria del Sud America, è la più numerosa del mondo vegetale, comprende oltre 23.000 specie distribuite su 1.535 generi, oppure 22.750 specie e 1.530 generi secondo altre fonti (una delle checklist più aggiornata elenca fino a 1.679 generi). La famiglia attualmente (2021) è divisa in 16 sottofamiglie; la sottofamiglia Asteroideae è una di queste e rappresenta l'evoluzione più recente di tutta la famiglia.

### Filogenesi
Il gruppo di questa voce è descritto nella sottotribù Coreopsidinae caratterizzata da capolini sotteso da una (o più) brattee fogliacee, da foglie con una disposizione opposta e da bracci dello stilo più corti dell'area stigmatica.
Nell'ambito della sottotribù  Cyathomone , da un punto di vista filogenetico, si trova in una zona centrale e insieme ai generi Coreocarpus e Ericentrodea forma un clade.
I caratteri distintivi della specie  Cyathomone sodiroi sono:
- le foglie sono composte;
- gli acheni hanno un pappo di due reste che emergono da una coroncina di squame;
- la specie è endemica dell'Ecuador.

### Sinonimi
Sono elencati alcuni sinonimi per questa entità:
- Narvalina sodiroi Hieron.